# Vienna Vikings 2021
Questa voce raccoglie le informazioni riguardanti i Vienna Vikings nelle competizioni ufficiali della stagione 2021.

## Maschile

### Prima squadra

#### Austrian Football League 2021

##### Stagione regolare
| Mödling 27 marzo 2021, ore 15:00 1ª giornata | AFC Rangers Mödling | 7 – 41 (0-21 7-6 0-14 0-0) referto | Vienna Vikings | Stadion Mödling |

| Vienna 10 aprile 2021, ore 14:00 2ª giornata | Vienna Vikings | 38 – 28 (0-0 21-13 3-0 14-15) referto | Danube Dragons | Footballzentrum Ravelin |

| Vienna 24 aprile 2021, ore 16:00 3ª giornata | Vienna Vikings | 31 – 24 (d.t.s.) (14-3 0-7 7-0 3-14 7-0) referto | Tirol Raiders | Footballzentrum Ravelin |

| Vienna 9 maggio 2021, ore 15:00 4ª giornata | Vienna Vikings | 27 – 9 (6-6 14-3 7-0 0-0) referto | Prague Black Panthers | Footballzentrum Ravelin |

| Graz 22 maggio 2021, ore 13:00 5ª giornata | Graz Giants | 35 – 42 (d.t.s.) (27-14 0-0 7-14 0-7 0-7) referto | Vienna Vikings | Stadion Eggenberg (300 spett.) |

| Vienna 5 giugno 2021, ore 17:00 6ª giornata | Vienna Vikings | 41 – 16 (7-7 14-0 7-2 13-7) referto | Graz Giants | Footballzentrum Ravelin |

| Innsbruck 20 giugno 2021, ore 15:00 7ª giornata | Tirol Raiders | 27 – 24 (0-0 7-14 7-7 13-3) referto | Vienna Vikings | Tivoli-Neu Stadion |

| Praga 3 luglio 2021, ore 15:00 8ª giornata | Prague Black Panthers | 3 – 49 (0-14 3-21 0-7 0-7) referto | Vienna Vikings | Stadion SK Prosek (200 spett.) |

##### Playoff
| Vienna 18 luglio 2021, ore 17:00 Semifinale | Vienna Vikings | 21 – 18 (7-6 6-12 6-0 2-0) referto | Graz Giants | Footballzentrum Ravelin (1500 spett.) |

| Sankt Pölten 31 luglio 2021, ore 19:00 Austrian Bowl | Vienna Vikings | 14 – 35 (0-14 0-14 0-0 14-7) referto | Tirol Raiders | NV Arena (3100 spett.) |
| Schwam 6':05" Q4 ( TD ) 13yd pass from Hrouda Tasic Q4 ( pat ) Straight 5':28" Q4 ( TD ) interception return Tasic Q4 ( pat ) Marcatori Shelton 3':19" Q1 ( TD ) 7yd pass from Schneider Schwarz Q1 ( pat ) Seeber 0':57" Q1 ( TD ) 4yd run Schwarz Q1 ( pat ) A. Platzgummer 9':38" Q2 ( TD ) 99yd pass from Shelton Schwarz Q2 ( pat ) Fink 5':01" Q2 ( TD ) 43yd pass from Shelton Schwarz Q2 ( pat ) Shelton 12':00" Q4 ( TD ) 1yd run Schwarz Q4 ( pat ) |                | |               |                        |
| |                | |               |                        |
| Schwam 6':05" Q4 (TD) 13yd pass from Hrouda Tasic Q4 (pat) Straight 5':28" Q4 (TD) interception return Tasic Q4 (pat) | Marcatori      | Shelton 3':19" Q1 (TD) 7yd pass from Schneider Schwarz Q1 (pat) Seeber 0':57" Q1 (TD) 4yd run Schwarz Q1 (pat) A. Platzgummer 9':38" Q2 (TD) 99yd pass from Shelton Schwarz Q2 (pat) Fink 5':01" Q2 (TD) 43yd pass from Shelton Schwarz Q2 (pat) Shelton 12':00" Q4 (TD) 1yd run Schwarz Q4 (pat) |               |                        |

#### Central European Football League 2021

##### Playoff
| Vienna 15 maggio 2021, ore 17:00 Quarti di finale | Vienna Vikings | 82 – 7 (21-0 21-0 13-0 27-7) referto | Kragujevac Wild Boars | Ravelin Footballzentrum |

| Innsbruck 29 maggio 2021, ore 16:00 Semifinale | Tirol Raiders | 20 – 13 (6-0 0-6 0-0 14-7) referto | Vienna Vikings | American Footballzentrum |

#### Statistiche di squadra
| Competizione | %Vittorie | In casa | In casa | In casa | In casa | In casa | In casa | In trasferta | In trasferta | In trasferta | In trasferta | In trasferta | In trasferta | Totale | Totale | Totale | Totale | Totale | Totale |
| Competizione | %Vittorie | G       | V       | N       | P       | Pf      | Ps      | G            | V            | N            | P            | Pf           | Ps           | G      | V      | N      | P      | Pf     | Ps     |
| ------------ | --------- | ------- | ------- | ------- | ------- | ------- | ------- | ------------ | ------------ | ------------ | ------------ | ------------ | ------------ | ------ | ------ | ------ | ------ | ------ | ------ |
| Campionato   | .875      | 4       | 4       | 0       | 0       | 137     | 77      | 4            | 3            | 0            | 1            | 156          | 72           | 8      | 7      | 0      | 1      | 293    | 149    |
| Playoff      | .500      | 2       | 1       | 0       | 1       | 35      | 53      | 0            | 0            | 0            | 0            | 0            | 0            | 2      | 1      | 0      | 1      | 35     | 53     |
| CEFL Playoff | .500      | 1       | 1       | 0       | 0       | 82      | 7       | 1            | 0            | 0            | 1            | 13           | 20           | 2      | 1      | 0      | 1      | 95     | 27     |
| Totale       | .750      | 7       | 6       | 0       | 1       | 254     | 137     | 5            | 3            | 0            | 2            | 169          | 92           | 12     | 9      | 0      | 3      | 423    | 229    |

#### Statistiche personali

##### Marcatori
| Giocatore | Ruolo | TD rush | TD recv | TD int | TD p.ret | TD k.ret | TD oth | Xp1    | Xp2   | FG    | Saf   | Totale |
| --------- | ----- | ------- | ------- | ------ | -------- | -------- | ------ | ------ | ----- | ----- | ----- | ------ |
| Salum     |       | 9+1     | 2+1     | 0+0    | 0+0      | 0+0      | 0+0    | 0+0    | 0+0   | 0+0   | 0+0   | 78     |
| F. Wegan  |       | 8+0+1   | 0+0+0   | 0+0+0  | 0+0+0    | 0+0+0    | 0+0+0  | 0+0+0  | 0+0+0 | 0+0+0 | 0+0+0 | 56     |
| Tasic     |       | 0+0+0   | 0+0+0   | 0+0+0  | 0+0+0    | 0+0+0    | 0+0+0  | 24+3+7 | 0+0+0 | 1+1+2 | 0+0+0 | 46     |
| Paige     |       | 0       | 6       | 0      | 1        | 0        | 0      | 0      | 0     | 0     | 0     | 42     |
| Schwam    |       | 0+0+0   | 4+1+1   | 0+0+0  | 0+0+0    | 0+0+0    | 0+0+0  | 0+0+0  | 0+0+0 | 0+0+0 | 0+0+0 | 36     |
| Rabl      |       | 0+0+0   | 1+0+0   | 0+0+0  | 0+0+0    | 0+0+0    | 0+0+0  | 9+0+4  | 0+0+0 | 2+0+0 | 0+0+0 | 25     |
| Dubravec  |       | 0+0+0   | 3+0+1   | 0+0+0  | 0+0+0    | 0+0+0    | 0+0+0  | 0+0+0  | 0+0+0 | 0+0+0 | 0+0+0 | 24     |
| Spencer   |       | 2+0+2   | 0+0+0   | 0+0+0  | 0+0+0    | 0+0+0    | 0+0+0  | 0+0+0  | 0+0+0 | 0+0+0 | 0+0+0 | 24     |
| Wappl     |       | 0+0+0   | 1+0+2   | 0+0+0  | 0+0+0    | 0+0+0    | 0+0+0  | 5+0+0  | 0+0+0 | 0+0+0 | 0+0+0 | 23     |
| Helnwein  |       | 0+0+0   | 0+0+2   | 0+0+0  | 0+0+0    | 0+0+0    | 0+0+0  | 0+0+0  | 0+0+0 | 0+0+0 | 0+0+0 | 12     |
| N. Hrouda |       | 0       | 2       | 0      | 0        | 0        | 0      | 0      | 0     | 0     | 0     | 12     |
| R. Hrouda |       | 0+0+0   | 1+0+1   | 0+0+0  | 0+0+0    | 0+0+0    | 0+0+0  | 0+0+0  | 0+0+0 | 0+0+0 | 0+0+0 | 12     |
| Wojta     |       | 0+0+2   | 0+0+0   | 0+0+0  | 0+0+0    | 0+0+0    | 0+0+0  | 0+0+0  | 0+0+0 | 0+0+0 | 0+0+0 | 12     |
| Frey      |       | 0       | 1       | 0      | 0        | 0        | 0      | 0      | 0     | 0     | 0     | 6      |
| Ovečka    |       | 0+0+0   | 0+0+1   | 0+0+0  | 0+0+0    | 0+0+0    | 0+0+0  | 0+0+0  | 0+0+0 | 0+0+0 | 0+0+0 | 6      |
| Straight  |       | 0       | 0       | 1      | 0        | 0        | 0      | 0      | 0     | 0     | 0     | 6      |
| Wimmer    |       | 0+0+0   | 0+0+0   | 0+0+0  | 0+0+0    | 0+0+0    | 0+1+0  | 0+0+0  | 0+0+0 | 0+0+0 | 0+0+0 | 6      |

##### Passer rating
| Giocatore | G     | Att       | Comp     | Int   | Yds         | TD     | NFL    | NCAA   |
| --------- | ----- | --------- | -------- | ----- | ----------- | ------ | ------ | ------ |
| N. Hrouda | 6+2+1 | 57+35+25  | 36+18+19 | 4+0+1 | 463+226+359 | 6+2+6  | 113,18 | 168,57 |
| Salum     | 7+2+1 | 175+27+22 | 100+11+9 | 2+0+0 | 1367+93+210 | 15+0+1 | 97,88  | 137,98 |

### Seconda squadra

#### AFL - Division I 2021

##### Stagione regolare
| Vienna 11 aprile 2021, ore 15:00 1ª giornata | Vienna Vikings 2 | 35 – 34 (0-7 14-13 0-14 21-0) referto | Traun Steelsharks | Sportzentrum Ravelin |

| Vienna 25 aprile 2021, ore 15:00 2ª giornata | Vienna Vikings 2 | 56 – 7 (21-0 21-0 7-0 7-7) referto | Styrian Bears | Sportzentrum Ravelin |

| Vienna 8 maggio 2021, ore 15:00 3ª giornata | Vienna Vikings 2 | 35 – 0 referto | Znojmo Knights | Sportzentrum Ravelin |

| Ottakring 6 giugno 2021, ore 15:00 6ª giornata | Vienna Knights | 12 – 49 (0-19 6-23 6-7 0-0) referto | Vienna Vikings 2 | Redstarplatz |

| St. Georgen am Steinfelde 19 giugno 2021, ore 16:00 7ª giornata | Sankt Pölten Invaders | 7 – 55 (0-7 7-35 0-0 0-13) referto | Vienna Vikings 2 | Invaders field |

| Graz 4 luglio 2021, ore 14:00 9ª giornata | Styrian Bears | 20 – 41 (7-21 13-7 0-0 0-13) referto | Vienna Vikings 2 | Verbandsplatz |

##### Playoff
| Vienna 17 luglio 2021, ore 17:00 Semifinale | Vienna Vikings 2 | 35 – 32 (14-7 7-18 7-0 7-7) referto | Amstetten Thunder | Sportzentrum Ravelin |

| 31 luglio 2021, ore 15:00 Silver Bowl | Vienna Vikings 2 | 36 – 42 (7-7 9-14 8-14 12-7) referto | Salzburg Football Team |  |

#### Statistiche di squadra
| Competizione      | %Vittorie | In casa | In casa | In casa | In casa | In casa | In casa | In trasferta | In trasferta | In trasferta | In trasferta | In trasferta | In trasferta | Totale | Totale | Totale | Totale | Totale | Totale |
| Competizione      | %Vittorie | G       | V       | N       | P       | Pf      | Ps      | G            | V            | N            | P            | Pf           | Ps           | G      | V      | N      | P      | Pf     | Ps     |
| ----------------- | --------- | ------- | ------- | ------- | ------- | ------- | ------- | ------------ | ------------ | ------------ | ------------ | ------------ | ------------ | ------ | ------ | ------ | ------ | ------ | ------ |
| Stagione regolare | 1.000     | 3       | 3       | 0       | 0       | 126     | 41      | 3            | 3            | 0            | 0            | 145          | 39           | 6      | 6      | 0      | 0      | 271    | 80     |
| Playoff           | .500      | 2       | 1       | 0       | 1       | 71      | 74      | 0            | 0            | 0            | 0            | 46           | 144          | 2      | 1      | 0      | 1      | 71     | 74     |
| Totale            | .875      | 5       | 4       | 0       | 1       | 197     | 115     | 3            | 3            | 0            | 0            | 145          | 39           | 8      | 7      | 0      | 1      | 342    | 154    |

### Terza squadra

#### AFL - Division IV 2021

##### Stagione regolare
| Vienna 28 agosto 2021, ore 17:00 1ª giornata | Vikings Super Seniors | 10 – 8 (3-0 0-2 0-6 7-0) referto | Black Valley Wild | Sportzentrum Ravelin |

| Klosterneuburg 4 settembre 2021, ore 16:00 2ª giornata | Klosterneuburg Broncos | 24 – 30 referto | Vikings Super Seniors | Broncos Field |

| Vienna 11 settembre 2021, ore 16:00 3ª giornata | Vikings Super Seniors | 42 – 14 (14-0 7-7 14-7 7-7) referto | Ebenfurth Mustangs | Sportzentrum Ravelin |

| Ebenfurth 25 settembre 2021, ore 16:00 4ª giornata | Ebenfurth Mustangs | 39 – 21 referto | Vikings Super Seniors | Mustangs Ranch |

| Gloggnitz 3 ottobre 2021, ore 15:00 5ª giornata | Black Valley Wild | 16 – 0 (6-0 0-0 0-0 10-0) referto | Vikings Super Seniors | Alpenstadion Gloggnitz |

| Vienna 9 ottobre 2021, ore 15:00 6ª giornata | Vikings Super Seniors | 20 – 22 (0-0 7-3 7-7 6-12) referto | Klosterneuburg Broncos | Sportzentrum Ravelin |

#### Statistiche di squadra
| Competizione | %Vittorie | In casa | In casa | In casa | In casa | In casa | In casa | In trasferta | In trasferta | In trasferta | In trasferta | In trasferta | In trasferta | Totale | Totale | Totale | Totale | Totale | Totale |
| Competizione | %Vittorie | G       | V       | N       | P       | Pf      | Ps      | G            | V            | N            | P            | Pf           | Ps           | G      | V      | N      | P      | Pf     | Ps     |
| ------------ | --------- | ------- | ------- | ------- | ------- | ------- | ------- | ------------ | ------------ | ------------ | ------------ | ------------ | ------------ | ------ | ------ | ------ | ------ | ------ | ------ |
| Campionato   | .500      | 3       | 2       | 0       | 1       | 72      | 44      | 3            | 1            | 0            | 2            | 51           | 79           | 6      | 3      | 0      | 3      | 123    | 123    |
| Totale       | .500      | 3       | 2       | 0       | 1       | 72      | 44      | 3            | 1            | 0            | 2            | 51           | 79           | 6      | 3      | 0      | 3      | 123    | 123    |

## Femminile

### AFL - Division Ladies 2021

#### Stagione regolare
| Vienna 11 settembre 2021, ore 13:00 CEST 1ª giornata | Vienna Vikings Ladies | 34 – 0 (14-0 14-0 6-0 0-0) referto | Telfs Patriots Ladies | Footballzentrum Ravelinstraße |

| Salisburgo 17 ottobre 2021, ore 14:00 CEST 3ª giornata | Salzburg Ducks Ladies | 12 – 14 (0-0 6-6 0-8 6-0) referto | Vienna Vikings Ladies | Ducks Pond |

| Telfs 24 ottobre 2021, ore 13:00 CEST 4ª giornata | Telfs Patriots Ladies | 6 – 44 (6-0 0-18 0-12 0-14) referto | Vienna Vikings Ladies | Sportzentrum Telfs |

| Vienna 7 novembre 2021, ore 15:00 CET 6ª giornata | Vienna Vikings Ladies | 42 – 15 referto | Salzburg Ducks Ladies | Footballzentrum Ravelinstraße |

#### Playoff
| Vienna 14 novembre 2021, ore 15:00 CET Ladies Bowl | Vienna Vikings Ladies | 34 – 21 (12-0 14-7 0-0 8-14) referto | Salzburg Ducks Ladies | Footballzentrum Ravelinstraße |

### Statistiche di squadra
| Competizione      | %Vittorie | In casa | In casa | In casa | In casa | In casa | In casa | In trasferta | In trasferta | In trasferta | In trasferta | In trasferta | In trasferta | Totale | Totale | Totale | Totale | Totale | Totale |
| Competizione      | %Vittorie | G       | V       | N       | P       | Pf      | Ps      | G            | V            | N            | P            | Pf           | Ps           | G      | V      | N      | P      | Pf     | Ps     |
| ----------------- | --------- | ------- | ------- | ------- | ------- | ------- | ------- | ------------ | ------------ | ------------ | ------------ | ------------ | ------------ | ------ | ------ | ------ | ------ | ------ | ------ |
| Stagione regolare | 1.000     | 2       | 2       | 0       | 0       | 76      | 15      | 2            | 2            | 0            | 0            | 58           | 18           | 4      | 4      | 0      | 0      | 134    | 33     |
| Playoff           | 1.000     | 1       | 1       | 0       | 0       | 34      | 21      | 0            | 0            | 0            | 0            | 0            | 0            | 1      | 1      | 0      | 0      | 34     | 21     |
| Totale            | 1.000     | 3       | 3       | 0       | 0       | 110     | 36      | 2            | 2            | 0            | 0            | 58           | 18           | 5      | 5      | 0      | 0      | 168    | 54     |